# プラハ窓外放出事件

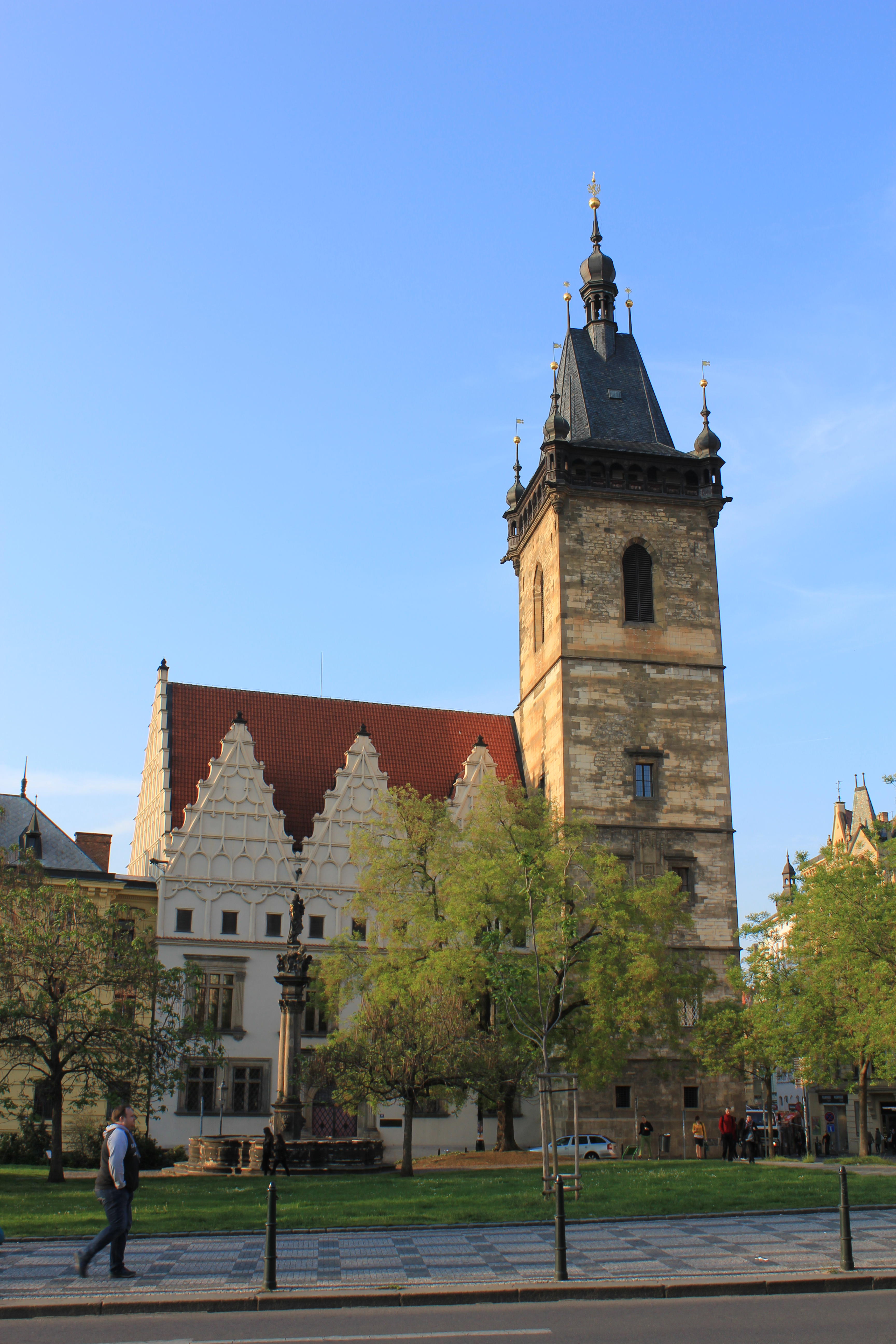
第一次プラハ窓外放出事件の現場となった当時のプラハ市庁舎（2014年撮影）

プラハ窓外放出事件（プラハそうがいほうしゅつじけん、チェコ語: Pražská defenestrace、チェコ語発音: [ˈpraʃskaː ˈdɛfɛnestrat͡sɛ]、ドイツ語: Prager Fenstersturz、英語: Defenestrations of Prague）は、1419年と1618年に起こったボヘミア王国（現チェコ）の神聖ローマ帝国に対する反抗。前者はフス戦争の契機、後者は三十年戦争の契機として知られる一方、チェコにおける民族運動とも評価される。また、背景が異なるが1948年に発生した事件は、チェコ・スロバキアの共産主義化を決定づけたため、あわせて「第三次」としてカウントすることがある。プラハ窓外放擲事件（プラハそうがいほうてきじけん）ともいう。

## 第一次プラハ窓外放出事件

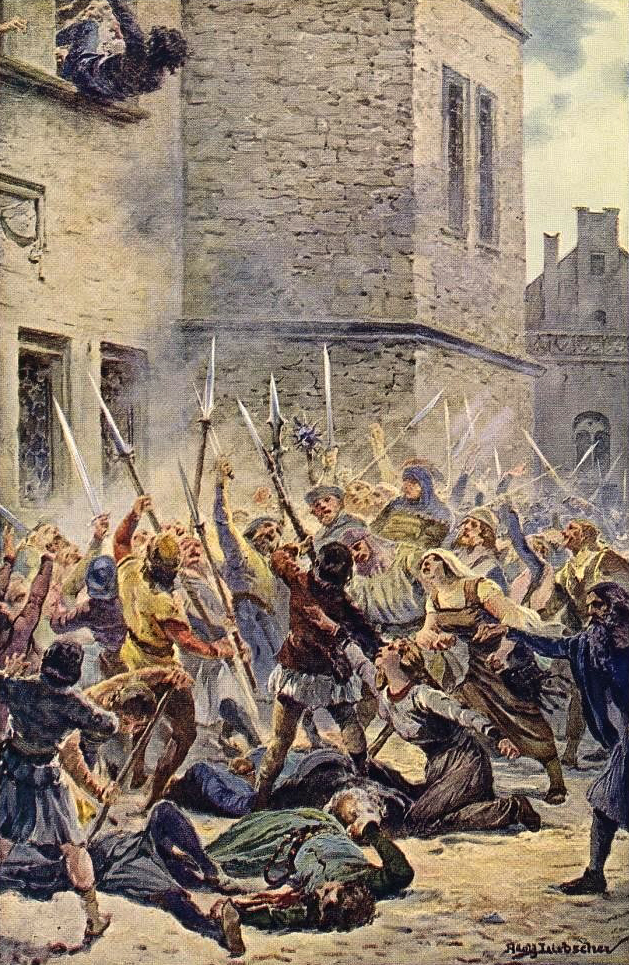
第一次プラハ窓外放出事件

1415年、コンスタンツ公会議において、宗教改革の先駆者として知られるプラハ大学教授ヤン・フスが、異端と宣告されて火刑に処された。ボヘミア人たちはこれに猛烈に抗議したが、それ以上のことはなかった。むしろ問題となったのは、ヤコウベク・ゼ・ストシーブラが始めたウトラクィスム（両形色拝領）である。この要求に対して、ローマ・カトリック教会はインターディクトゥム（聖務停止）で応じた。
ボヘミア王ヴァーツラフ4世は1419年、弟のローマ王ジギスムントの仲介でローマ教会との和解策を探る。その結果、プラハのほとんど全ての教会をローマ教会へと復帰させることとなった。だが当時、フス派の中心となっていた新市街参事会を解散し、ローマ教会信徒だけの新たな参事会を組織した際、これに憤ったフス派勢力は7月30日、プラハ市庁舎を襲撃。市参事会員7名は窓から投げ落とされ、暴徒によって一人残らず惨殺されてしまう。これが第一次プラハ窓外放出事件である。
事件の知らせを聞いたヴァーツラフ4世はそのショックで卒中を起こし、その半月後に死去した。
この事件を契機として、ドイツ人の追放やカトリック教会への襲撃が広がり、フス戦争が勃発した。このチェコにおける民族運動は1436年まで続いた。

## 第二次プラハ窓外放出事件

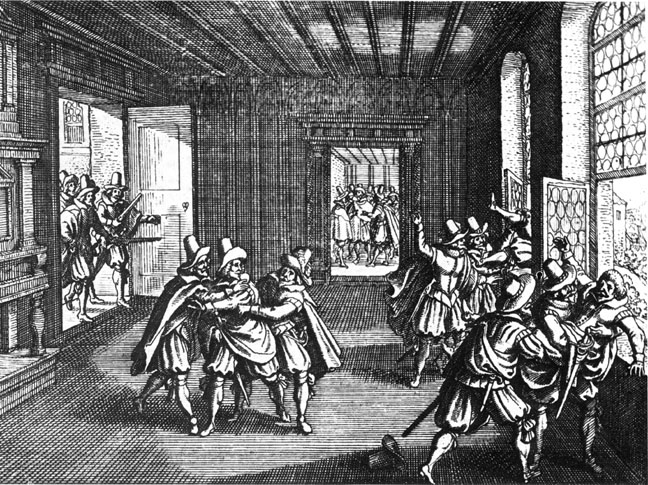
第二次プラハ窓外放出事件

1618年5月23日、プラハ城を襲った民衆によって王の使者である国王顧問官2名と書記の3名が、城の三階の窓から地面に投げ落とされた事件。三十年戦争の発端となった。
1617年、熱烈なカトリック教徒で対プロテスタント強硬派として知られていたハプスブルク家のフェルディナントがボヘミア王に即位し、プロテスタントを迫害する政策を実行しようとした。これに反対するプロテスタントのボヘミア貴族たちはフェルディナントを王と認めず、対立が深まっている最中の事件であった。下の地面までは20メートル以上あったが、下に干し草が積んであったため投げ落とされた3名は命を取りとめ、フェルディナントのいるウィーンへ逃れてプラハの反乱を報告した。
事件後、ボヘミア貴族たちは新教徒でプファルツ選帝侯フリードリヒ5世をボヘミア王に迎え、神聖ローマ帝国から離反する動きを見せた。ハプスブルク家は鎮圧のため軍を派遣し、1620年の白山の戦いに勝利して、ボヘミアの支配を固めた。しかし、財産の没収や国外追放といった苛烈な戦後処理は他の新教徒諸侯の離反を招き、戦争が長期化する原因となった。

## 第三次プラハ窓外放出事件

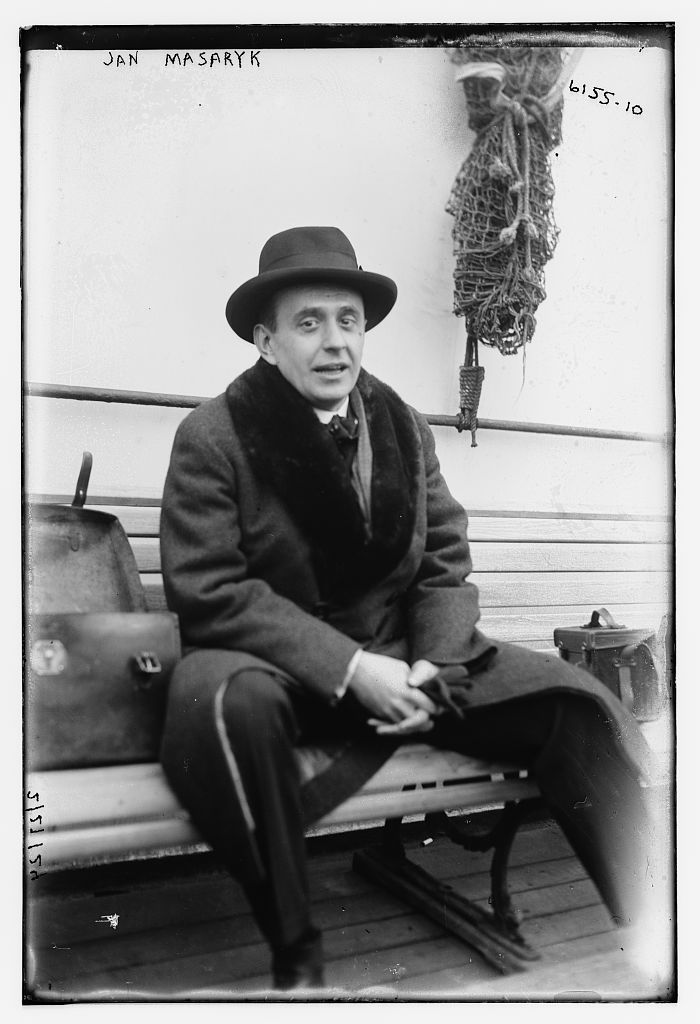
ヤン・マサリク

1948年3月10日、チェコスロバキアの外相であったヤン・マサリク（初代大統領トマーシュ・マサリクの息子）が、外務省の中庭、浴室の窓の下でパジャマ姿の転落死体となって発見された。公式発表では自殺とされたが、当時誕生したばかりの共産主義政権（ヤン・マサリクが外相を務めた政権）か、ソビエト連邦のNKGBに殺害された説も根強い。
ヤン・マサリクの死後、チェコスロバキアは完全に社会主義国化され、1968年のプラハの春を除く41年間にわたりソ連の衛星国となった。
マサリクの死は「第三次プラハ窓外放出事件」と呼ばれることもある。2004年にプラハ警察が公開した調査結果ではマサリクが窓から突き落とされて殺害されたとした。